# Herman Wold
Herman Ole Andreas Wold (Skien, 25 dicembre 1908 – Göteborg, 16 febbraio 1992) è stato uno statistico svedese, noto per i suoi contributi all'analisi delle serie storiche e all'econometria.
Portano il suo nome la scomposizione di Wold e il teorema di Cramér-Wold.

## Biografia
Herman Wold nasce a Skien, nella Norvegia meridionale, come il più giovane di sei figli e figlie. Nel 1912 la famiglia si trasferisce in Svezia ed acquisisce la cittadinanza svedese.
Nel 1927 Wold comincia gli studi di matematica all'Università di Stoccolma, nello stesso periodo in cui Harald Cramér era docente di matematica attuariale e statistica matematica. Questo aspetto viene giudicato con favore da Wold, che riconosce come una fortuna e un vantaggio innegabile quello di essere stato nel principale gruppo di studenti di Cramér.
Dopo la laurea nel 1930 Wold viene assunto da una compagnia di assicurazioni. Allo stesso tempo lavora assieme a Cramér su statistiche della mortalità. Comincia sotto Cramér il dottorato di ricerca sui processi stocastici. A partire dalla tesi Wold e Cramér continuarono la collaborazione, il risultato più noto della quale è il teorema Cramér-Wold pubblicato nel 1936.
La stessa tesi di Wold (A Study in the Analysis of Stationary Time Series) è un importante contributo in tale campo. Il principale risultato della tesi è quella che oggi è nota come scomposizione di Wold, nella quale una serie storica stazionaria può essere espressa come somma di una componente deterministica e una componente stocastica la quale a sua volta può essere espressa come una media mobile infinita. A parte questo, il lavoro di Wold riunì per la prima volta i lavori
sui processi stocastici degli statistici britannici, in particolar modo Yule George Udny, con la teoria sui processi stocastici stazionari formulata dagli statistici russi, in particolar modo A. Y. Khinchin.
Nel 1938 Wold viene incaricato dal governo svedese di svolgere uno studio econometrico sulla domanda di consumo in Svezia, che verrà pubblicato nel 1940. Contemporaneamente lavorò alla teoria della domanda. Il risultante libro Demand Analysis (1952) riunì i suoi lavori sulla teoria della domanda, la teoria sui processi stocastici, la teoria della regressione 
e i suoi lavori sui dati svedesi.
Nel 1943-1944 Trygve Haavelmo sviluppa ulteriormente le sue idee sui modelli simultanei e sul perché questi debbano formare la base per la ricerca econometrica. Tali sviluppi, approvati dalla Commissione Cowles, trovano il disappunto di Wold che negli anni 1945-1965 lavora intensamente sul modello casuale ricorsivo che ritiene più appropriato.
Nel 1942 era diventato titolare della cattedra di statistica all'Università di Uppsala, dove rimane fino al 1970, quando si trasferisce all'Università di Göteborg fino al suo ritiro nel 1975.
Verso la fine della sua carriera Wold si allontana dalla modellizzazione econometrica e sviluppa tecniche di analisi multivariata che chiama modelizzazione "soft". 
Alcuni di questi metodi vennero sviluppati da uno dei suoi studenti, K. G. Jöreskog.

## Opere
- A Study in the Analysis of Stationary Time Series, 1938
- Statistical Estimation of Economic Relationships, in Econometrica, 1949
- Demand Analysis: A Study in Econometrics, coautore Lars Juréen, 1952.
- Causality and Econometrics, in Econometrica, 1954
- Econometric model building: essays on the causal chain approach (a cura di Herman O.A. Wold). 1964
- The fix-point approach to interdependent systems (a cura di Herman Wold). 1980
- Systems under indirect observation: causality, structure, prediction, (a cura di K.G. Jöreskog e H. Wold). 1982